# Levicový libertarianismus
Levicový libertarianismus (též levý libertarianismus) je několik souvisejících, ale odlišných přístupů k politické a sociální teorii, které zdůrazňují svobodu jednotlivce i sociální rovnost. Je to kategoricky jeden ze směrů libertarianismu, který hájí svobodu jako základní princip.
Mezi základní témata současného levicového libertarianismu patří: osobní svobody, vlastnictví, rovnost, všeobecný základní příjem, trvalá udržitelnost, nakládání přírodními zdroji a další.

## Myšlenkové směry

### Libertariánský socialismus

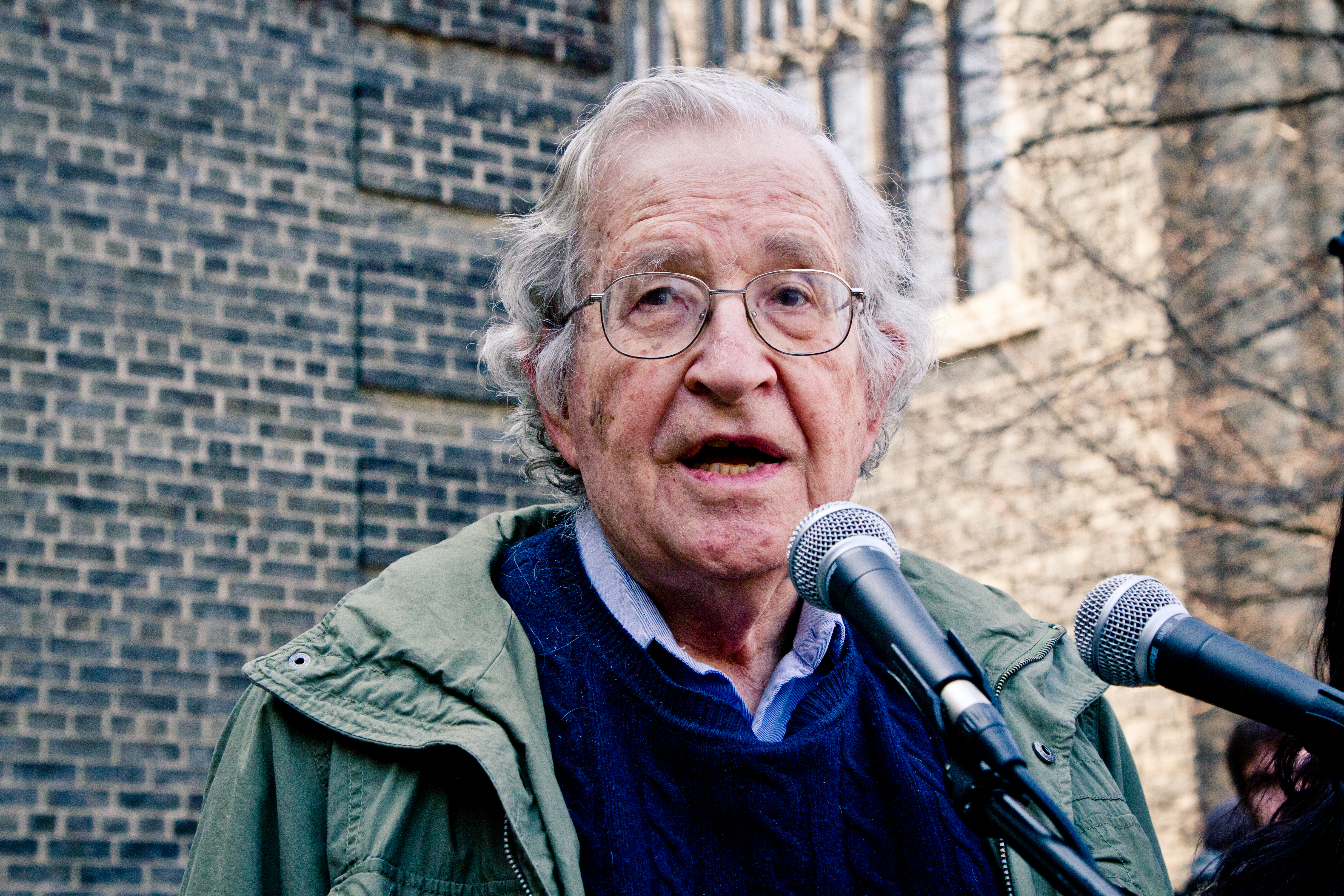
Noam Chomsky, 2011

Levicový libertarianismus představuje doktrínu, silně apelující na osobní svobodu jednotlivce, zároveň ale rovnostářskou v některých otázkách, např. ve vlastnictví přírodních zdrojů. Podle této definice pod tento pojem spadají anarchokomunisté (viz Petr Kropotkin jako teoretik anarchokomunismu, který ve svých úvahách dospěl k vizi ekologické výroby), anarchokolektivisté (např. Bakunin) a mutualisté.
Za tento typ levicového libertarianismu se staví současní teoretici jako Peter Vallentyne, Hillel Steiner, nebo Michael Otsuka. Sám sebe jako levicového libertariána popisuje i lingvista Noam Chomsky.
Tento pojem bývá občas někdy jako synonymum libertariánského socialismu, nebo se tak také sami popisují přívrženci georgismu.

### Steiner-Vallentyneovský levicový libertarianismus
Mnoho anglosaských analytických a politických filosofů uznalo potřebu programů sociální péče v rámci libertariánské teorie. Základní z nich byly popsány v knize The Origins of Left-Libertarianism: An Anthology of Historical Writings.
Podle autorů (Vallentyne a Steiner) patří do tradice levého libertarianismu osobnosti jako Hugo Grotius, Thomas Jefferson, Thomas Spence, John Stuart Mill, Herbert Spencer a Henry George.

### Levicový tržní anarchismus
Tahle definice se odvolává na Velkou francouzskou revoluci,[zdroj?] kdy pojem levice představoval odpůrce starého režimu (Ancien Régime) (což byl například i Frédéric Bastiat, představitel klasického liberalismu). V tomto případě se ideologie zakládá na minarchismu,[zdroj?] gradualismu a reformismu,[zdroj?] tedy orientaci, která bývá často brána jako pravicová.
Výrazný vliv na pozdější zastánce těchto směrů měl Murray Rothbard. Mezi jejich hlavní představitele patří Samuel Edward Konkin III. (autor agoristického Nového libertariánského manifestu, zakladatel Hnutí libertariánské levice) a Roderick Long. Ti se sblížili s představiteli Nové levice nad otázkami, jako pacifismus nebo práva menšin.